# Eastern Counties Football League
The Eastern Counties League (Thurlow Nunn League) är en fotbollsliga i England som återfinns på nivå 9 och 10 i det engelska ligasystemet.
Den är en matarliga till Isthmian Leagues eller Southern Football Leagues regionala ligor, beroende på geografiska hänsyn. För att bli uppflyttad så måste vissa kriterier uppfyllas. Ligan har två divisioner: Eastern Counties Football League Premier Division och First Division.

## Historia
Ligan grundades 1935 och den spelades med en division fram till 1988 då en andra division skapades. Upplägget med två divisioner - Premier Division och Division One – har fortsatt fram till idag. 1976 ändrade ligan namn till Eastern League, två år senare ändrade namn igen, den här gången till Town and County League.  Namnet Eastern Counties League återtogs 1982. 
AFC Sudbury vann ligan fem gånger i rad mellan 2001 och 2005 innan de blev uppflyttade till Isthmian League Division One North 2006 när de kom på en tredje plats.

## Ligavinnare
| Säsong  | Premier Division                                  | Division One                            |
| 1935-36 | Harwich & Parkeston/Lowestoft Town (Titeln delad) |                                         |
| 1936-37 | Crittall Athletic                                 |                                         |
| 1937-38 | Lowestoft Town                                    |                                         |
| 1938-39 | Colchester United reserves                        |                                         |
| 1939-46 | Andra Världskriget hindrade all fotboll           | Andra Världskriget hindrade all fotboll |
| 1946-47 | Chelmsford City reserves                          |                                         |
| 1947-48 | Chelmsford City reserves                          |                                         |
| 1948-49 | Chelmsford City reserves                          |                                         |
| 1949-50 | Tottenham Hotspur 'A'                             |                                         |
| 1950-51 | Gillingham reserves                               |                                         |
| 1951-52 | Gillingham reserves                               |                                         |
| 1952-53 | Gorleston                                         |                                         |
| 1953-54 | King's Lynn                                       |                                         |
| 1954-55 | Arsenal 'A'                                       |                                         |
| 1955-56 | Peterborough United reserves                      |                                         |
| 1956-57 | Colchester United reserves                        |                                         |
| 1957-58 | Tottenham Hotspur 'A'                             |                                         |
| 1958-59 | Colchester United reserves                        |                                         |
| 1959-60 | Tottenham Hotspur 'A'                             |                                         |
| 1960-61 | Tottenham Hotspur 'A'                             |                                         |
| 1961-62 | Tottenham Hotspur 'A'                             |                                         |
| 1962-63 | Lowestoft Town                                    |                                         |
| 1963-64 | Bury Town                                         |                                         |
| 1964-65 | Lowestoft Town                                    |                                         |
| 1965-66 | Lowestoft Town                                    |                                         |
| 1966-67 | Lowestoft Town                                    |                                         |
| 1967-68 | Lowestoft Town                                    |                                         |
| 1968-69 | Great Yarmouth Town                               |                                         |
| 1969-70 | Lowestoft Town                                    |                                         |
| 1970-71 | Lowestoft Town                                    |                                         |
| 1971-72 | Wisbech Town                                      |                                         |
| 1972-73 | Gorleston                                         |                                         |
| 1973-74 | Sudbury Town                                      |                                         |
| 1974-75 | Sudbury Town                                      |                                         |
| 1975-76 | Sudbury Town                                      |                                         |
| 1976-77 | Wisbech Town                                      |                                         |
| 1977-78 | Lowestoft Town                                    |                                         |
| 1978-79 | Haverhill Rovers                                  |                                         |
| 1979-80 | Gorleston                                         |                                         |
| 1980-81 | Gorleston                                         |                                         |
| 1981-82 | Tiptree United                                    |                                         |
| 1982-83 | Saffron Walden Town                               |                                         |
| 1983-84 | Braintree Town                                    |                                         |
| 1984-85 | Braintree Town                                    |                                         |
| 1985-86 | Sudbury Town                                      |                                         |
| 1986-87 | Sudbury Town                                      |                                         |
| 1987-88 | March Town United                                 |                                         |
| 1988-89 | Sudbury Town                                      | Wroxham                                 |
| 1989-90 | Sudbury Town                                      | Cornard United                          |
| 1990-91 | Wisbech Town                                      | Norwich United                          |
| 1991-92 | Wroxham                                           | Diss Town                               |
| 1992-93 | Wroxham                                           | Sudbury Wanderers                       |
| 1993-94 | Wroxham                                           | Hadleigh United                         |
| 1994-95 | Halstead Town                                     | Clacton Town                            |
| 1995-96 | Halstead Town                                     | Gorleston                               |
| 1996-97 | Wroxham                                           | Ely City                                |
| 1997-98 | Wroxham                                           | Ipswich Wanderers                       |
| 1998-99 | Wroxham                                           | Clacton Town                            |
| 1999-00 | Histon                                            | Tiptree United                          |
| 2000-01 | AFC Sudbury                                       | Swaffham Town                           |
| 2001-02 | AFC Sudbury                                       | Norwich United                          |
| 2002-03 | AFC Sudbury                                       | Halstead Town                           |
| 2003-04 | AFC Sudbury                                       | Cambridge City reserves                 |
| 2004-05 | AFC Sudbury                                       | Ipswich Wanderers                       |
| 2005-06 | Lowestoft Town                                    | Stanway Rovers                          |
| 2006-07 | Wroxham                                           | Walsham-le-Willows                      |
| 2007-08 | Soham Town Rangers                                | Tiptree United                          |
| 2008-09 | Lowestoft Town                                    | Newmarket Town                          |
| 2009-10 | Needham Market                                    | Great Yarmouth Town                     |
| 2010–11 | Leiston                                           | Gorleston                               |
| 2011–12 | Wroxham                                           | Godmanchester Rovers                    |
| 2012–13 | Dereham Town                                      | Cambridge University Press              |
| 2013–14 | Hadleigh United                                   | Whitton United                          |
| 2014–15 | Norwich United                                    | Long Melford                            |
| 2015–16 | Norwich United                                    | Wivenhoe Town                           |
| 2016–17 | Mildenhall Town                                   | Stowmarket Town                         |
| 2017–18 | Coggeshall Town                                   | Woodbridge Town                         |

Källa: